# Bazartete
Bazartete – miasto w Timorze Wschodnim; w dystrykcie Liquiçá; 3400 mieszkańców (2006). Przemysł spożywczy.